# Bergen (Baviera)
Bergen es un municipio situado en el distrito de Weißenburg-Gunzenhausen, en el estado federado de Baviera (Alemania), con una población a finales de 2016 de unos 1117 habitantes.
Se encuentra al oeste del estado, en la región de Franconia Media, cerca del río Altmühl —un afluente izquierdo del Danubio— y de la frontera con el estado de Baden-Wurtemberg.